# Elvan Dişli
Elvan Dişli (* 2. Mai 1987 in Çorlu) ist eine türkische Schauspielerin.

## Leben und Karriere
Dişli wurde am 2. Mai 1987 in Çorlu geboren. Sie studierte an der Universität Istanbul. Danach setzte sie ihre Karriere am Müjdat Gezen Sanat Merkezi fort. Ihr Debüt gab sie 2013 in der Fernsehserie Benim Hala Umudum Var. Von 2014 bis 2016 trat Dişli in Yeşil Deniz auf. Anschließend wurde sie 2016 für den Film 91.1 gecastet.
Außerdem spielte sie 2022 in dem Film Çakallarla Dans 6 mit. Unter anderem war sie 2023 in der Serie Yeşil Deniz Milenyum zu sehen. Zwischen 2019 und 2023 bekam sie eine Rolle in Arka Sokaklar.

## Filmografie
Filme
- 2016: 91.1
- 2022: Çakallarla Dans 6

Serien
- 2013: Benim Hala Umudum Var
- 2014–2016: Yeşil Deniz
- 2023: Yeşil Deniz Milenyum
- 2019–2023: Arka Sokaklar